# Рейснер Лариса Михайлівна
Рейснер Лариса Михайлівна (нім. Larissa Michailowna Reissner, 1 (13) травня 1895, Люблін, Люблінський повіт, Любінська губернія, Королівство Польське (1815 — 1915), Російська імперія — 9 лютого 1926, Москва, СРСР) — російська революціонерка, журналістка і поетеса, письменниця, дипломат. Учасниця Громадянської війни в Росії. Сестра сходознавця І. М. Рейснера.

## Життєпис
Народилася Лариса Рейснер в сім'ї юриста, професора права Михайла Андрійовича Рейснера в Польщі (Люблін). Офіційні документи вказують 1 травня як дату народження Лариси Михайлівни Рейснер. Насправді Лариса народилася в ніч з першого на друге число, але вважала за краще вказувати в подальшому своїм днем народження 1 травня. По-перше, на цей день припадає велике свято, що відзначається в Німеччині — Вальпургієва ніч (з 30 квітня на 1 травня), а Лариса ніколи не забувала про своє німецьке (остзейске) коріння, по-друге, 1 травня — це міжнародний день солідарності трудящих.
Раннє дитинство провела в Томську, де її батько викладав в університеті, 1903—1907 в Німеччині.